# 1899 год в науке
В 1899 году произошли следующие события в области науки:

## События
- 11 января — частное солнечное затмение[1].
- 19 февраля — в Санкт-Петербурге открылся Санкт-Петербургский политехнический институт имени Петра Великого.
- 8 июня — частное солнечное затмение[2].
- 21 октября — во Владивостоке основан Восточный институт.
- 3 декабря — кольцеобразное солнечное затмение[3].
- В США основано Американское астрономическое общество.
- В Канаде открыт колледж Брендона.
- В России основано Русское библиологическое общество.
- В США основан Университет штата в Сан-Франциско.
- В Нидерландах открыто Центральное статистическое бюро.
- В Великобритании основана лондонская школа гигиены и тропической медицины[англ.].
- Герта Айртон, английский изобретатель и математик, стала первой женщиной, избранной в члены Института инженеров-электриков[англ.].

## Достижения

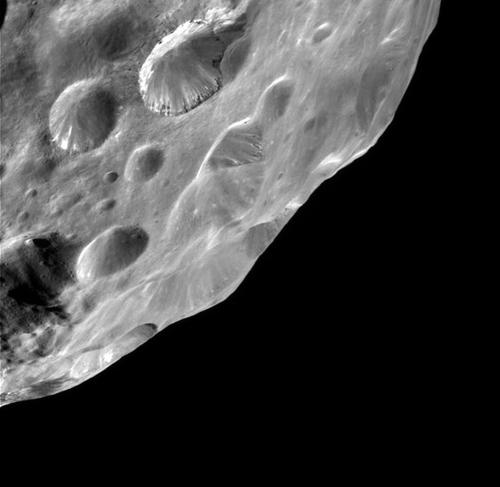
Феба, спутник Сатурна.

- 23 января — Экспедиция на «Южном Кресте» пересекла Южный полярный круг и с большой точностью вычислила положение Южного магнитного полюса на 1899 год.
- 17 марта — американский астроном Уильям Пикеринг открыл Фебу, спутник Сатурна.
- Феликс Хоффманн запатентовал аспирин.
- Эрнест Резерфорд выделил альфа- и бета-излучение[4].
- Давидом Гильбертом опубликована аксиоматическая схема евклидовой геометрии.
- Австрийским математиком Георгом Пиком была открыта формула Пика.
- Немецкая компания Opel приступила к производству автомобилей.
- Шарль Гийом открыл первый инварный сплав.
- Французским учёным А. Дебьерном открыт химический элемент актиний.
- Пьер Кюри и Мария Склодовская-Кюри установили, что под воздействием ионизирующего излучения молекулярный кислород превращается в озон[5][6].
- Магнитная запись звука: Поульсен, Вальдемар.
- Георг Пик доказывает выражение для нахождения площади многоугольника с целочисленными вершинами, впоследствии названное в его честь.

## Награды
- Ломоносовская премия[7]:53—108: П. А. Сырку за первый том исследований исправления книг в Болгарии[8], Н. М. Тупиков за создание «Словаря древнерусских личных собственных имён»[9].
- Медаль Волластона: Чарльз Лэпворт.
- Медаль Копли: Джон Уильям Стретт (лорд Рэлей).

## Родились
- 17 января — Пауль Герман Мюллер, швейцарский химик, лауреат Нобелевской премии по физиологии и медицине в 1948 году «за открытие высокой эффективности ДДТ как контактного яда» (ум. 1965).
- 27 января — Василий Букин, советский биохимик (ум. 1979).
- 1 февраля — Алексей Быстров, русский палеонтолог, анатом и гистолог (ум. 1959).
- 4 февраля — Виктор Болховитинов, советский авиаконструктор (ум. 1970).
- 6 февраля — Ксения Бахтадзе, советский грузинский селекционер (ум. 1978).
- 21 февраля — Всеволод Берёзкин, советский гидрограф, гидрометеоролог и океанолог, исследователь Арктики (ум. 1946).
- 27 февраля — Чарльз Бест, американо-канадский учёный, один из открывателей инсулина (ум. 1978).
- 12 апреля — Каныш Сатпаев, советский учёный-геолог, один из основателей советской металлогенической науки (ум. 1964).
- 16 апреля — Осман Ахматович, польский химик-органик, академик (ум. 1988).
- 8 мая — Чарльз Иллингворт[англ.], британский хирург (ум. 1991).
- 14 мая — Шарлотта Ауэрбах, британский генетик немецко-еврейского происхождения открыла одновременно с И. А. Раппопортом химический мутагенез (ум. 1994).
- 3 июня — Дьёрдь фон Бекеши, американский физик, биофизик и физиолог (ум. 1972).
- 5 июня — Отич Бартон, американский акванавт и изобретатель (ум. 1992).
- 29 июня — Карлайл Билз, канадский астроном (ум. 1979).
- 14 июля — Грегори Брейт, американский физик (ум. 1981).
- 26 июля — Билл Гамильтон[англ.], новозеландский инженер (ум. 1978).
- 20 августа — Саломон Бохнер, американский математик австро-венгерского происхождения (ум. 1982).
- 3 сентября — Фрэнк Бёрнет, австралийский вирусолог (ум. 1985).
- 11 сентября — Владимир Блаватский, археолог и историк античности (ум. 1980).
- 29 сентября — Ласло Биро, изобретатель современной шариковой ручки (ум. 1985).
- 19 октября — Анатолий Альбенский, советский учёный, специалист по лесоведению и лесоводству (ум. 1984).
- 24 октября — Валериан Аптекарь, советский лингвист, один из главных пропагандистов нового учения о языке (ум. 1937).
- 27 октября — Николай Доллежаль, советский инженер-теплотехник, конструктор ядерных реакторов (ум. 2000).
- 2 ноября — Петер Ауфшнайтер, немецкий альпинист, картограф и учёный (ум. 1973).
- 9 декабря — Говард Беккер, американский социолог чикагской школы социологии (ум. 1960).
- 21 декабря — Евгения Бугославская, советский астроном (ум. 1960).

## Скончались

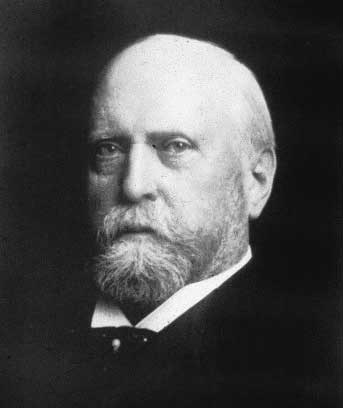
Гофониил Чарлз Марш

- 4 января — Генри Николсон, британский зоолог и палеонтолог (род. 1844).
- 6 января — Павел Еремеев, русский минералог и педагог (род. 1830).
- 11 января — Иван Влахович, хорватский медик и биолог (род. 1825).
- 8 февраля — Фердинанд Вюстенфельд, немецкий ориенталист (род. 1808).
- 18 февраля — Софус Ли, норвежский математик (род. 1842).
- 18 марта — Гофониил Марш, американский палеонтолог (род. 1831).
- 24 марта — Густав Видеман, немецкий физик (род. 1826).
- 1 апреля — Нильс Мандельгрен, шведский учёный, археолог, художник, фольклорист, коллекционер, историк искусства, инженер[10](род. 1813).
- 14 апреля — Афанасий Бычков, русский историк, археограф, библиограф, палеограф (род. 1818).
- 15 апреля — Ламберт Бабо, немецкий химик (род. 1818).
- 1 мая — Людвиг Бюхнер, немецкий врач (род. 1824).
- 25 мая — Василий Васильевский, российский византинист (род. 1838).
- 2 июля — Ашхен Овакимян, английский и сингапурский учёный-садовод армянского происхождения (род. 1854).
- 4 июля — Константин Голстунский, российский монголовед (род. 1831).
- 9 августа — Эдуард Франкленд, английский химик (род. 1825).
- 16 августа — Роберт Бунзен, немецкий химик-экспериментатор (род. 1811).
- 23 октября — Кази Атажукин, писатель, публицист, педагог, лингвист, составитель первых книг на адыгском (черкесском) языке (род. 1841).
- 28 октября — Отмар Мергенталер, американский изобретатель в области полиграфии, создатель линотипа (род. 1854).
- 11 ноября — Николай Иваницкий, русский этнограф-фольклорист, краевед, очеркист, поэт, переводчик, ботаник (род. 1847).
- 19 ноября — Феликс Бирх-Гиршфельд, немецкий патолог (род. 1842).
- 27 декабря — Евгений фон Бейер, русский математик.